# Eufrozina magyar királyné
Rurik Eufrozina, magyarosan Fruzsina (Kijev, 1130 – Jeruzsálem, 1193) I. Msztyiszlav kijevi nagyfejedelem és Ljubava Dmitrijevna novgorodi hercegnő leánya, II. Géza magyar király feleségeként 1146 és 1162 között Magyarország királynéja, 1162-től haláláig anyakirályné.
Férje és első fia, III. István uralkodása idején igen nagy befolyással volt a politikára, de miután István 1172-ben meghalt, és a Bizáncból hazatérő második gyermeke, III. Béla trónra kerülését hevesen ellenezte, az bebörtönöztette, később pedig Jeruzsálembe száműzte őt. Haláláig ott élt.

## Élete

### Fiatalkora
1130-ban született Kijevben. Apja I. Msztyiszlav kijevi nagyfejedelem, anyja a nagyfejedelem második felesége, Ljubava Dmitrijevna, a novgorodi Závidics nemesi család sarja volt. 1146-ban kérte meg kezét Belos bán a 16 éves II. Géza számára, hogy az orosz anyától származó és orosz neveltetésű magyar trónkövetelőnek, Borisz hercegnek az oroszországi összeköttetéseit ezáltal gyengítse. A házasságot még ugyanebben az évben megkötötték, Eufrozina Magyarországra költözött, majd Székesfehérvárott megkoronázták.

### Királynéként
Mint magyar királyné, igen nagy befolyást gyakorolt férje elhatározásaira. Felesége kedvéért II. Géza több ízben nyújtott katonai segítséget rokonainak, különösképpen sógorának, II. Izjaszláv kijevi nagyfejedelemnek a csehek elleni háborúiban.
A székesfehérvári kereszteseket praediumokkal (uradalmakkal) adományozta meg: a javaikat megerősítő 1193. évi királyi oklevél közel hatvan praediumot sorol fel hat vármegyében, amelyek Eufrozina adományából jutottak részben vagy egészben a birtokukba.

### Anyakirálynéként
Eufrozina 1162-ben jutott a legnagyobb szerephez, amikor férje korai halála után kiskorú fia, III. István nevében átvette a kormányzást. A bizánci támogatással fellépő II. László elől 1162-ben Pozsonyba menekült, majd Ausztriában talált menedéket. Nagy szerepe volt abban, hogy III. István 1166-ban feleségül vette Ágnest, II. Henrik osztrák herceg leányát.
II. Géza fivéreinek, az I. Manuél bizánci császár által pártfogolt II. Lászlónak és IV. Istvánnak a bukása után III. István 1165-ben hosszas harcok után ismét visszaszerezhette trónját. Fia uralkodása alatt Eufrozina csendesen és köztiszteletben élt a királyi udvarban.
Eufrozina folytatta a székesfehérvári keresztesek támogatását: a város Sziget-külvárosában levő Szent István-bazilika építésének befejezését III. István uralkodása idején jelentős összeggel támogatta és a templom mellett kolostort alapított, amit az ispotályosoknak adott. Ezzel a lovagrend magyarországi központjává Székesfehérvár vált. A bazilika alapkövét Martirius esztergomi érsek tette le még az 1150-es években. 
III. István 1172. március 4-én váratlanul, fiatalon halt meg, és hívei Bizáncban élő öccsének, III. Bélának ajánlották föl a trónt. Béla azonban 1172 tavaszán hazaérkezve szembesült azzal, hogy a Bizánchoz fűződő kapcsolatai miatt nem egységes a támogatottsága. Az anyakirályné is ellene fordult, és helyette ifjabbik fiát, Géza herceget akarta trónra juttatni. Ezért Béla félreállította öccsét és anyját: miután Géza fellázadt, börtönbe záratta édesanyjukkal együtt. Az anyakirálynét Béla később a Szentföldre száműzte, Géza pedig csak 1189-ben szabadult Capet Margit királyné közbenjárására, majd csatlakozott a keresztes seregeivel Magyarországon áthaladó Barbarossa Frigyes német-római császárhoz.
Eufrozinát szentföldi száműzetésébe legkisebb leánya, Margit hercegnő is elkísérte. Jeruzsálemben halt meg 1193-ban. Holttestét III. Béla hazahozatta és Székesfehérvárott, a már említett Szent István ispotályos bazilikában temettette el.

## Gyermekei
II. Géza királytól nyolc gyermeke született:
- István (1147 - 1172. március 4.), magyar király 1162 és 1172 között,
- Béla (1148 - 1196. április 24.), magyar király 1172 és 1196 között,
- Erzsébet (1149 - 1190 után), Frigyes cseh herceg felesége,
- Géza (1151 - 1210 előtt), trónkövetelő,
- Árpád, fiatalon meghalt,
- Odola (kb. 1156 - 1169 után), kb. 1164-től Szvatopluk cseh herceg felesége,
- Ilona (1158 - 1199. május 25.), 1172/74-től V. Lipót osztrák herceg felesége,
- Margit (1162 - 1208), előbb Isaac Macrodukas, majd András somogyi főispán felesége.